# Класифікація видів економічної діяльності
«Класифіка́ція ви́дів економі́чної дія́льності» (КВЕД) — складова частина державної системи класифікації і кодування техніко-економічної та соціальної інформації в Україні.
Класифікація призначена для використання органами державного управління, фінансовими органами та органами статистики.
Класифікація узгоджена з статистичною класифікацією видів економічної діяльності у Європейському Співтоваристві (NACE), що своєю чергою узгоджується з міжнародною стандартною галузевою класифікацією (ISIC).

## Структура коду
КВЕД має ієрархічну структуру:
- перший рівень - секції (літери латинської абетки від А до U),
- другий рівень - розділи (двозначний цифровий код),
- третій рівень - групи (тризначний цифровий код),
- четвертий рівень - класи (чотиризначний цифровий код).

## Історія
Державна класифікація видів економічної діяльності України починає свою історію зі створення «Концепції побудови національної статистики України», затвердженої постановою Кабінету міністрів 4 травня 1993 року № 326.

### ДК 009:96
Першу редакцію державної класифікації 009 (ДК 009:96), яка втратила силу, затверджено 22 жовтня 1996 року наказам Державного комітету України зі стандартизації, метрології та сертифікації.

### ДК 009:2005
Метою розроблення КВЕД другої редакції було приведення її у відповідність до нової редакції NACE та здійснення перегляду певних позицій національного рівня КВЕД.
ДК 009:2005 є ідентичною NACE ред.1.1 2002 на рівні класу.
ДК 009:2005 було затверджено наказом Держспоживстандарту України № 375 від 26 грудня 2005.

### ДК 009:2010
11 жовтня 2010 року — затверджено третю редакцію КВЕД, яка набула чинності 1 січня 2012 року. Додатково, до переліку ДК 009:2005 включено коди відповідності до кодів за новою класифікацією.
Третя редакція КВЕД є ідентичною до класифікації NACE ред.2 2006 на рівні класу.

## Призначення класифікації
Об'єктами класифікації є види економічної діяльності статистичних одиниць (юридичних осіб, відокремлених підрозділів юридичних осіб, фізичних осіб-підприємців тощо), які на вищих рівнях класифікації групуються у галузі.
За методологічними засадами, принципами побудови та призначенням КВЕД є статистичною класифікацією, створеною як інструментарій для систематизації та групування економічної та соціальної інформації у стандартний формат, який дає змогу обробляти та аналізувати значні обсяги інформації. У разі використання класифікації в адміністративних цілях треба враховувати це первісне та переважне призначення КВЕД, оскільки принципи побудови класифікації, тип використовуваних одиниць статспостережень, порядок визначення та зміни їх основного виду економічної діяльності тісно пов'язані з метою статистичної діяльності.
Код виду економічної діяльності є одним з основних показників стратифікації статистичної сукупності для організації суцільних та вибіркових статистичних спостережень і основним його призначенням є забезпечення:
- статистичного обліку підприємств і організацій за видами економічної діяльності у ЄДРПОУ і статистичних реєстрах;
- проведення статистичних обстежень економічної діяльності та аналізу статистичної інформації на макрорівні (складання міжгалузевого балансу виробництва і розподілу товарів та послуг відповідно до системи національних рахунків);
- зіставлення національної статистичної інформації з міжнародною шляхом застосування єдиної статистичної термінології, статистичних одиниць статспостережень та принципів визначення і зміни видів економічної діяльності підприємств.